# P553 Laxen
P553 Laxen (gl. stavemåde for Laksen) var et dansk patruljefartøj af Flyvefisken-klassen benyttet af Søværnet. Efter omorganiseringen af eskadrerne i 2004 og frem til udfasningen i 2010 hørte skibet under division 23 (minerydningsdivisionen) i 2. Eskadre med basehavn på Flådestation Frederikshavn.
Laxen var det fjerde skib i den danske flåde, der bar dette navn:
- Laxen (lugger, 1810-1815)
- Laxen (torpedobåd, 1931-1941)
- P503 Laxen (torpedobåd, 1955-1974)
- Laxen (minerydningsfartøj, 1991-2010)